# Portret Tekli Bierkowskiej
Portret Tekli Bierkowskiej – obraz polskiego malarza Wojciecha Korneli Stattlera z 1843–1845, znajdujący się w Galerii sztuki polskiej 1800–1945 Muzeum Ślaskiego w Katowicach.
Spory portret Tekli z Łakomickich Bierkowskiej, żony profesora chirurgii na Uniwersytecie Jagiellońskim Ludwika Józefa Bierkowskiego (1800–1860), został zakupiony przez Muzeum Śląskie w 1937 roku w Krakowie. Modelka ubrana jest w czarną suknię. Nosi białe rękawiczki. W tle znajduje się wzorzysta tapeta w zielonych bladych odcieniach. Dzieło ma wymiary 124 × 92 cm. Nie jest sygnowane. Muzealny numer inwentarzowy: MŚK/SzM/483.